# Jovan Ilić
Jovan Ilić (ur. 30 stycznia 2000 w Bijeljinie) – bośniacki piłkarz grający na pozycji środkowego pomocnika w serbskim klubie Proleter Nowy Sad. Młodzieżowy reprezentant Bośni i Hercegowiny.